# Jelena Leuczanka
Jelena Leuczanka (biał. Елена Леўчанка; ur. 30 kwietnia 1983 w Homlu) – białoruska koszykarka grająca na pozycji środkowej, reprezentantka Białorusi, obecnie zawodniczka Homentmen Antelias.
W polskiej lidze grała w 2 klubach - AZS PWSZ Gorzów Wielkopolski i TS Wisła Can-Pack Kraków. Z krakowskim zespołem zdobyła w sezonie 2011 mistrzostwo Polski. Zrezygnowała z gry w krakowskim klubie w kolejnym sezonie.
13 lutego 2019 zawarła umowę z libańskim Homentmen Antelias.

## Osiągnięcia

### NCAA
- Finalistka turnieju Women's National Invitation Tournament (WNIT – 2005)
- Uczestniczka turnieju NCAA (2004)

### Drużynowe
- Mistrzyni: 
  - Euroligi (2013)
  - Polski (2011)
  - Rosji (2009, 2012, 2013)
  - Słowacji (2014)
  - Libanu (2018)
- Wicemistrzyni:
  - WNBA (2010)
  - Turcji (2010)
- Brąz Euroligi (2009, 2012)
- Zdobywczyni pucharu:
  - Rosji (2009, 2012, 2013)
  - Turcji (2010)

### Indywidualne
- MVP finałów PLKK (2011)
- Uczestniczka meczu gwiazd Euroligi (2011)[2]
- Powołana do udziału w meczu gwiazd PLKK (2011 – nie wystąpiła z powodu kontuzji)[3]
- Liderka w zbiórkach chińskiej ligi WBCA (2019)

### Reprezentacja
- Brązowa medalistka mistrzostw Europy (2007)
- Uczestniczka:
  - igrzysk olimpijskich (2008 – 6. miejsce, 2016 – 9. miejsce)
  - mistrzostw:
    - świata (2010 – 4. miejsce, 2014 – 10. miejsce)
    - Europy:
      - 2009 – 4. miejsce, 2011 – 9. miejsce, 2013 – 5. miejsce, 2015 – 4. miejsce
      - U–16 (1999 – 8. miejsce)

  - kwalifikacji do:
    - Eurobasketu:
      - 2003, 2007, 2017
      - U–20 (2002)

    - igrzysk olimpijskich (2008 – 1. miejsce, 2016 – 5. miejsce)
- Liderka:
  - w zbiórkach:
    - mistrzostw świata (2014)
    - Eurobasketu (2009, 2015)
    - igrzysk olimpijskich (2008)

  - w skuteczności rzutów z gry:
    - igrzysk olimpijskich (2016 – 58,3%)[4]
    - Eurobasketu (2013 – 51,3%)[5]
- Zaliczona do I składu mistrzostw świata (2010)